# الیور توئیست (شخصیت)
الیور توئیست (به انگلیسی: Oliver Twist) شخصیت عنوان و قهرمان رمان الیور توئیست (۱۸۳۸) اثر چارلز دیکنز است. او نخستین قهرمان کودک در یک رمان انگلیسی بود.